# Idasletten
Idasletten (Iðavöllr) findes i nordisk mytologi lige uden for Valhals porte. Det er her einherjerne udkæmper deres drabelige slag hver dag, som øvelse til Ragnarok. Hver aften er Idasletten rød af blod. Men når valkyrierne har lappet einherjerne sammen igen inden aftensmaden, er blodet forsvundet og hele scenariet er klar til næste dag.
| Nordisk mytologi | Spire Denne artikel om nordisk religion og mytologi er en spire som bør udbygges. Du er velkommen til at hjælpe Wikipedia ved at udvide den. |